# Pyramida snů
Pyramida snů – drugi album grupy muzycznej Oceán wydany w 1991 roku.

## Lista utworów
1. „Doteky v zemi”
2. „Poslední soud”
3. „Braň se touhám”
4. „Prázdná ulice”
5. „Větrný mlýn”
6. „Noc je jako...”
7. „Naděje”
8. „Nepoví”
9. „Osud”
10. „V mlze”